# Yakovlev Yak-14
Lo Yakovlev Yak-14 (in russo Яковлев Як-14, nome in codice NATO inizialmente Type 24, poi Mare) era un aliante da trasporto ad ala alta progettato dall'OKB 115 diretto da Aleksandr Sergeevič Jakovlev e sviluppato in Unione Sovietica alla fine degli anni quaranta.
Venne utilizzato negli anni cinquanta, durante il primo periodo della guerra fredda, principalmente dalla Sovetskie Voenno-vozdušnye sily (VVS), l'Aeronautica militare dell'Unione Sovietica, e ridesignato localmente NK-14, dall'aeronautica militare cecoslovacca.

## Versioni
Yak-14
prima versione prodotta in serie.
Yak-14M
versione dotata di un incremento di capacità di carico, realizzata dal 1951.
NK-14 (Nakladni kluzak - aliante cargo)
ridesignazione degli Yak-14 in servizio nell'aeronautica militare cecoslovacca.

## Utilizzatori
Cecoslovacchia
- Češkoslovenske Vojenske Letectvo

 Unione Sovietica
- Sovetskie Voenno-vozdušnye sily

## Velivoli comparabili
Unione Sovietica
- Ilyushin Il-32